# François Jouvenet (football)
Pour les articles homonymes, voir François Jouvenet.
François René Adolphe Jouvenet, né le 8 janvier 1920 à Colleville-sur-Orne et mort le 6 août 1981 à Dechy, était un dirigeant de football français.

## Biographie
En parallèle d'une carrière à la compagnie des mines d'Aniche, François Jouvenet fut très impliqué dans le monde du football, que ce soit à un niveau régional ou national. 
Il occupa les fonctions de président du District Escaut de football puis de président de la Ligue du Nord de football. Souvent présent dans les tribunes des stades Nungesser et Grimonprez-Jooris, il accompagnait régulièrement les équipes de l'USVA et du LOSC.
En 1976, il inaugurait le Stadium Nord de Villeneuve-d'Ascq en compagnie de Paul-Mary Delannoy, président du LOSC.
Très impliqué à la FFF, il devient ensuite président de la Commission Centrale de la Coupe de France de football où il côtoie de nombreuses personnalités des médias et du sport : Michel Drucker, Fabrice, Annie Cordy, Anne-Marie Peysson, Jacques Secrétin, Marie-Christine Debourse… À ce titre, il est aussi présent en tribune officielle lors des remises du trophée en finales au Parc des Princes.
En lien avec Fernand Sastre, François Jouvenet a encouragé un football populaire, rapprochant les milieux amateur et professionnel. En tant que Président de la Commission Centrale de la Coupe de France, il encourageait la délocalisation des tirages au sort. Cette logique s'est concrétisée en 1978 lors du tirage d'un huitième de finale qu'il présidait dans les studios de Sud Radio à Toulouse. Ce premier tirage de l'histoire de la coupe à être effectué en province fut réalisé par les rugbymen Walter Spanghero et Jean-Pierre Rives.
Celui qu'on surnommait "le grand patron" meurt à l'âge de 61 ans au retour d'un voyage officiel à Cayenne, où il a contracté un virus. Ses funérailles religieuses eurent lieu à Aniche le lundi 10 août 1981, avant qu'il soit inhumé au cimetière d’Auberchicourt.
Membre du Groupement du Football Professionnel (commission sociale) et du CNOSF, il fut médaillé d'or de la Jeunesse et des Sports et Grand Chevalier dans l'Ordre du Mérite sportif. En tant que clarinettiste, il reçut également les Palmes académiques.
En son honneur, une compétition porte son nom : la coupe Jouvenet, qui oppose les équipes U13 au sein du district Escaut de la Fédération Française de Football.